# العلاقات الأذربيجانية الشمال مقدونية
العلاقات الأذربيجانية الشمال مقدونية هي العلاقات الثنائية التي تجمع بين أذربيجان وشمال مقدونيا.

## مقارنة بين البلدين
هذه مقارنة عامة ومرجعية للدولتين:
| وجه المقارنة                                              | أذربيجان        | شمال مقدونيا                                               |
| --------------------------------------------------------- | --------------- | ---------------------------------------------------------- |
| المساحة (كم2)                                             | 86.60 ألف       | 25.71 ألف                                                  |
| عدد السكان (نسمة)                                         | 10.00 مليون     | 2.08 مليون                                                 |
| الكثافة السكانية (ن./كم²)                                 | 115.47          | 80.9                                                       |
| العاصمة                                                   | باكو            | إسكوبية                                                    |
| اللغة الرسمية                                             | اللغة الأذرية   | اللغة المقدونية، اللغة الألبانية                           |
| العملة                                                    | مانات أذربيجاني | دينار مقدوني                                               |
| الناتج المحلي الإجمالي (بليون دولار)                      | 40.75 مليار     | 11.34 مليار                                                |
| الناتج المحلي الإجمالي (تعادل القوة الشرائية) بليون دولار | 171.56 مليار    | 29.26 مليار                                                |
| الناتج المحلي الإجمالي الاسمي للفرد دولار أمريكي          | 5.50 ألف        | 4.85 ألف                                                   |
| الناتج المحلي الإجمالي للفرد دولار أمريكي                 | 17.52 ألف       | 16.25 ألف                                                  |
| مؤشر التنمية البشرية                                      | 0.751           | 0.747                                                      |
| رمز المكالمات الدولي                                      | +994            | +389                                                       |
| رمز الإنترنت                                              | .az             | .mk                                                        |
| المنطقة الزمنية                                           | ت ع م+04:00     | توقيت وسط أوروبا، ت ع م+01:00، ت ع م+02:00، أوروبا/سكوبيه ‏ |

## منظمات دولية مشتركة
يشترك البلدان في عضوية مجموعة من المنظمات الدولية، منها:
| علم المنظمة | اسم المنظمة                               | تاريخ انضمام أذربيجان | تاريخ انضمام شمال مقدونيا |
| ----------- | ----------------------------------------- | --------------------- | ------------------------- |
|             | الاتحاد البريدي العالمي                   | ?                     | ?                         |
|             | يونسكو                                    | 3 يونيو 1992          | 28 يونيو 1993             |
|             | البنك الدولي للإنشاء والتعمير             | 18 سبتمبر 1992        | 25 فبراير 1993            |
|             | وكالة ضمان الاستثمار متعدد الأطراف        | 23 سبتمبر 1992        | 19 مارس 1993              |
|             | المركز الدولي لتسوية المنازعات الاستشارية | 18 أكتوبر 1992        | 26 نوفمبر 1998            |
|             | الاتحاد الدولي للاتصالات                  | 10 أبريل 1992         | 4 مايو 1993               |
|             | مؤسسة التمويل الدولية                     | 11 أكتوبر 1995        | 25 فبراير 1993            |
|             | منظمة الشرطة الجنائية الدولية             | ?                     | ?                         |
|             | الأمم المتحدة                             | 2 مارس 1992           | 8 أبريل 1993              |
|             | منظمة الأمن والتعاون في أوروبا            | 30 يناير 1992         | 12 أكتوبر 1995            |
|             | مؤسسة التنمية الدولية                     | 31 مارس 1995          | 25 فبراير 1993            |
|             | منظمة حظر الأسلحة الكيميائية              | ?                     | ?                         |
|             | مجلس أوروبا                               | 25 فبراير 2001        | ?                         |

## وصلات خارجية
- موقع وزارة الخارجية الأذربيجانية